# Lecidea inaequalis
Lecidea inaequalis är en lavart som beskrevs av H.Magn.. Lecidea inaequalis ingår i släktet Lecidea, och familjen Lecideaceae. Arten är reproducerande i Sverige.